# 恆誠建築
恆誠建築控股有限公司，簡稱恆誠建築控股及恆誠建築（英語：Win Win Way Construction Holdings Ltd.，港交所：994），在1999年，由利啟麟主席，於總部香港成立為「恆誠建築工程有限公司」，主要承建地基工程及配套服務。
股份在2017年7月17日於港交所主板上市。全球發售價為0.9港元計算，集資淨額約5580萬港元，發行1.28億股，約35%用作加強本港市場地位以把握獲利項目；約35%用作未來項目發出履約保證而提供資金；約20%用作購買額外機械及設備以升級及替換部分陳舊機器；及約10%用作一般營運資金。
2018年4月9日，恆誠建築集資有所變動，原本約35%用作加強本港市場地位以把握獲利項目；約35%用作未來項目發出履約保證而提供資金；約20%用作購買額外機械及設備以升級及替換部分陳舊機器；及約10%用作一般營運資金，以上所項目則改為約35.0%將用作加強本集團於香港的市場地位以捕捉有利可圖的項目；約20.0%將用作購買額外機械及設備以升級及替換本集團部分陳舊機器；約35.0%將用作為未來項目撥付發行擔保債券；及約10.0%將用作本集團的一般營運資金。
2019年1月25日，中天宏信金融集团以262,180,800港元（312,120,000股），收購恆誠建築51.99%股權。

## 外部連結
- 恆誠建築控股有限公司 官方網站 （页面存档备份，存于）